# 稲葉江
稲葉江（いなばごう）は、南北朝時代に作られたとされる日本刀（打刀）である。日本の国宝に指定されており、山口県岩国市にある公益財団法人柏原美術館が所蔵している。稲葉郷とも呼ばれる。

## 概要

### 刀工・郷義弘について
南北朝時代の刀工・郷義弘により作られた刀である。郷義弘は、通説では越中国新川郡松倉郷（富山県魚津市）に住んでいたことから、郷、もしくは読み替えて同音の江と称されるという。一説には、義弘の本姓が大江氏であるため、1字取って江の字を用いて、転じて郷の字を使用したともいう。義弘は相州正宗の流れを汲む正宗十哲の一人とされ、師匠である正宗に劣らず地刃ともに明るく冴える作品が多く評価が高い刀工であるが、一方で義弘による在銘の刀は皆無であり、本阿弥家が義弘の刀と極めたものか伝承により義弘の刀と言われているもの以外、滅多に義弘の刀を見ないことをもじって「郷とお化けは見たことがない」ともいわれる。

### 名前の由来
稲葉江の名前の由来は、西美濃三人衆の一人である稲葉良通の子である重通が所持してことによる。元は長大な太刀であったが、1585年（天正13年）に刀剣鑑定・研磨を家業とする本阿弥光徳に依頼して磨上（すりあげ、長大な太刀の茎を切り縮めて刀身全体を短く仕立て直すこと）を行い、鑑定の上で金象嵌銘を入れている。この金象嵌銘は指裏（さしうら）に「天正十三十二月日江本阿弥磨上之（花押）」、指表（さしおもて）に「所持稲葉勘右衛門尉」と記されている。なお、『日本刀大百科事典』にて刀剣研究家である福永酔剣の説明によれば、重通は1585年（天正13年）7月13日に兵庫頭を受領していることから重通の差料であったとすれば「稲葉兵庫頭」と金象嵌銘に記すだろうとして重通所持の通説に疑問を投げかけており、この頃に勘右衛門の通称名を重通から受け継いでいたのは5男である道通であることから金象嵌銘に記されているのは道通のことではないかという指摘もある。

### 徳川家康から津山松平家へ
いずれにしても稲葉重通（もしくは道通）が所持していた本作は、徳川家康が所望したことにより僅か500貫にて取り上げられることになった。1600年（慶長5年）に関ヶ原の戦いが勃発した際には、家康は会津の上杉景勝を制圧するために東下していた。しかし、畿内でも石田三成が挙兵したとの報せを受けて家康は下野国小山で引き返すことになり、対上杉の手勢として家康の次男である結城秀康を宇都宮に残すことになった。家康は秀康に対して、激励の意味も込めて秘蔵の具足や軍配、そして本作を秀康に与えることになった。戦後、秀康は越前北ノ庄藩68万石を与えられ、後に松平姓へと復姓した。
その後は秀康の子である忠直、次いでその子光長へと伝わっていた。なお、光長の時代に奇人刀工として知られる大村加卜が越後国高田藩に仕えていた関係から本作の実見が許されていたようであり、著作『剣刀秘宝』に押型が集録されている。『剣刀秘宝』には、鋩子（ぼうし、切先の刃部分）に金輪が入っているが一枚鋩子（切先内すべてに焼きが入っているもの）であるため判然とは見えないこと、本阿弥光温によって「日本に一つ二つの道具」であると本作が賞賛されたことが記されている。光長の養子である宣富から始まる津山松平家に太平洋戦争終戦後まで伝来する。徳川8代将軍吉宗が本阿弥家に命じて編纂させた名刀の目録である『享保名物帳』にも記載されている。

### 近代以降
1933年（昭和8年）10月31日には松平康春子爵名義で重要美術品に認定された。続いて、1936年（昭和11年）9月18日には松平康春子爵名義で国宝保存法に基づく国宝（旧国宝）に指定される。1945年（昭和20年）1月13日には津山松平家を出て中島飛行機（現在のSUBARU）の2代目社長である中島喜代一へと所有が移る。文化財保護法施行後の1951年（昭和26年）6月9日に国宝に指定された。国宝としての指定名称は「刀 金象嵌銘天正十三十二月日江本阿彌磨上之花押 所持稲葉勘右衛門尉（名物稲葉江）」である。2000年時点では、東京都の個人蔵だった。
その後、2015年（平成27年）1月21日に文化庁が行った所在不明文化財第2次調査結果において、所有者の死去や転居により所在不明になっている文化財に本作も含まれていることが発表された。翌年2016年（平成28年）5月に、仲介者から購入したという当時の所有者が本作の所在不明扱いになっていることを知り文化庁へ届け出たことで所在が判明した。その後、2019年（平成31年）3月に山口県岩国市に本社を構えるプラント塗装業であるカシワバラ・コーポレーションが本作を購入し、同社取締役会長であり岩国美術館（後に柏原美術館と改称）の館長も務める柏原伸二によって同美術館に寄贈されている。

## 作風

### 刀身
刃長（はちょう、切先と棟区の直線距離）は70.9センチメートル、反り（切先と棟区を結ぶ直線から棟へ引いた直線の最大長）は2.0センチメートル、元幅（もとはば、刃から棟まで直線の長さ）は2.9センチメートル。鍛えは小板目（板材の表面のような文様）がよく詰んでおり、地沸（じにえ、平地＜ひらじ＞の部分に鋼の粒子が銀砂をまいたように細かくきらきらと輝いて見えるもの）が細かに厚くつく。
刃文（はもん）は小湾れ（このたれ、ゆったりと波打つような刃文）に互の目（ぐのめ、丸い碁石が連続したように規則的な丸みを帯びた刃文）交じり、足入り、匂深く小沸よくつき、所々に砂流しほつれごころがある。総体に焼幅広く、物打より上は特に焼幅深く大模様に乱れる。帽子（ぼうし、切先部分の刃文）はほとんど一枚となり、表裏に横手の線から著しく先が下がって肩の怒った力強い棒樋（ぼうひ、刀身に掘られた太い一本の溝）を掻流す。大磨上(おおすりあげ、元の茎を完全に切断し元々あった銘も無くなってしまったもの)であり、茎（なかご、柄に収まる手に持つ部分）に前述の金象嵌銘が入っている。